# HD187583
HD187583 — хімічно пекулярна зоря спектрального класу
A3 й має видиму зоряну величину в смузі V приблизно  8,0.

## Пекулярний хімічний склад
Зоряна атмосфера HD187583 має підвищений вміст 
Sr
.